# Teodor I de Constantinoble
Teodor I de Constantinoble (en llatí: Theodorus, en grec antic: Θεόδωρος) va ser patriarca de Constantinoble de l'any 677 al 679.
El va precedir Constantí I. Se sap que l'emperador Constantí IV Pogonat el va deposar però no se'n coneix la causa. El va succeir Jordi I de Xipre, que es creu que va morir cap a l'any 683 i llavors Teodor I va ser reposat i va exercir uns tres anys, fins potser el 686 o 687.